# Osoba samotna
Osoba samotna – osoba samotnie gospodarująca, niepozostająca w związku małżeńskim i nieposiadająca wstępnych ani zstępnych.
Osobą samotnie gospodarującą jest natomiast osoba prowadząca jednoosobowe gospodarstwo domowe.